# 르엉따이현
르엉따이현(베트남어: Huyện Lương Tài / 縣良才)은 베트남 홍강 삼각주 박닌성의 현이다.

## 행정구역
르엉따이현은 1개의 시진(市鎭)과 13개의 싸(社)를 관할한다.

### 시진
- 트어 시진 (Thị trấn Thứa, 承市鎭)

### 사
- 안틴 사 (Xã An Thịnh, 安盛社)
- 빈딘 사 (Xã Bình Định, 平定社)
- 라이하 사 (Xã Lai Hạ, 賴下社)
- 럼타오 사 (Xã Lâm Thao, 林滔社)
- 민떤 사 (Xã Minh Tân, 明新社)
- 미흐엉 사 (Xã Mỹ Hương, 美香社)
- 푸화 사 (Xã Phú Hòa, 富和社)
- 푸르엉 사 (Xã Phú Lương, 富梁社)
- 꽝푸 사 (Xã Quảng Phú, 廣富社)
- 떤랑 사 (Xã Tân Lãng, 新浪社)
- 쭝찐 사 (Xã Trung Chính, 忠貞社)
- 쭝껜 사 (Xã Trung Kênh, 中涇社)
- 쭝싸 사 (Xã Trừng Xá, 澄舍社)